# Mixtopelta indica
Mixtopelta indica är en mossdjursart som beskrevs av Gordon 1994. Mixtopelta indica ingår i släktet Mixtopelta och familjen Mixtopeltidae. Inga underarter finns listade i Catalogue of Life.